# Hans-Hermann Jansen
Hans-Hermann Jansen (* 1. November 1960 in Alpen am Niederrhein) ist ein deutscher Musiker, Pädagoge und Hochschullehrer.
Nach dem Besuch des Internatsgymnasiums Collegium Augustinianum Gaesdonck studierte Jansen an der Hochschule für Musik Detmold die Fächer Schulmusik, Musikwissenschaft, Musiktheorie, Gesang (u. a. bei Hildegard Uhrmacher) und an der Universität Bielefeld Literaturwissenschaft.
Er belegte Meisterkurse u. a. bei Gérard Souzay, Kurt Moll, Robert Spencer und Dietrich Fischer-Dieskau und trat als Konzertsänger in ganz Deutschland auf.
Von 1986 bis 2005 war Jansen als Chorsänger in La Chapelle Royale Paris, im Collegium Vocale Gent und im European Vocal Ensemble tätig, daran schlossen sich weitere Tätigkeiten mit dem Schwerpunkt Barockmusik bei La Petite Bande, Anima Aeterna und Amsterdam Baroque an. Er sang u. a. unter den Dirigenten Giuseppe Sinopoli, Jordi Savall, Gustav Leonhardt, Philippe Herreweghe, Hans Vonk und Ton Koopman und ist Mitglied des Vokalensembles ColVoc.
Jansen unterrichtet am Detmolder Jungstudierenden-Institut, an der Johannes-Brahms-Schule in Detmold und an der Universität Paderborn.
Im Jahr 1993 gründete er die Gesellschaft der Musikfreunde der Abtei Marienmünster, deren künstlerischer Leiter er ist. Jansen ist Geschäftsführer der Grabbe-Gesellschaft in Detmold.
Im Oktober 2011 wurde Hans-Hermann Jansen das Bundesverdienstkreuz am Bande verliehen, im Jahr 2007 wurde ihm die Heinz-Krekeler-Medaille verliehen.